# John Andersson (vänsterpartist)
John Olov Andersson, född 1 juli 1938 i Dorotea, död där 20 september 2000, var en svensk skogsarbetare och politiker. Som vänsterpartist var Andersson riksdagsledamot för Västerbottens läns valkrets under 1979–1988. Han valdes återigen in 1991 men hoppade under mandatperioden av partiet och blev politisk vilde. Senare startade han lokalpartiet Dorotea Kommunlista. John Andersson är begravd på Dorotea kyrkogård.